# Belau rekid
"Belau rekid" (/bɛlau̯ ɾəgið/; còn được phát âm là "Belau Er Kid";) là quốc ca của Palau. Được chấp nhận chính thức vào năm 1981, soạn nhạc bởi Ymesei O. Ezekiel, trong khi đó phần lời được viết bởi nhiều tác giả.

## Lịch sử
Bản quốc ca được soạn nhạc bởi Ymesei Ezekiel (9 tháng 1 năm 1921 – 20 tháng 5 năm 1984), là một nhà soạn nhạc, nhạc sĩ và giáo viên âm nhạc, trong thời gian tách khỏi Lãnh thổ Ủy thác Quần đảo Thái Bình Dương, lúc đó vẫn đang sử dụng quốc ca của Micronesia, sang việc thành lập nước Cộng hòa Palau theo lãnh thổ ủy thác. Một ủy ban do thành viên của Viện đại biểu Palau Demei Otobed đứng đầu đã được thành lập để thông qua một bản quốc ca phù hợp với hiến pháp mới. Cùng với Otobed và Ezekiel, các thành viên khác của ủy ban bao gồm các nhà sử học và nhạc sĩ Riosang Salvador, Kebekol Alfonso và Hermana Umetaro. Các thành viên của ủy ban đã cùng nhau viết lời bản quốc ca. Bản quốc ca chính thức được chấp nhận vào ngày 1 tháng 1 năm 1981, khi hiến pháp của Palau bắt đầu có hiệu lực.